# Haggnaameedhoo
Hangnaameedhoo is een van de bewoonde eilanden van het Alif Dhaal-atol behorende tot de Maldiven.

## Demografie
Hangnaameedhoo telt (stand maart 2007) 277 vrouwen en 316 mannen.